# Жаб'як (Хорватія)
45°56′ пн. ш. 16°44′ сх. д. / 45.93° пн. ш. 16.73° сх. д.
Жаб'як (хорв. Žabjak) — населений пункт у Хорватії, у Б'єловарсько-Білогорській жупанії у складі громади Ровище.

## Населення
Населення за даними перепису 2011 року становило 383 осіб.
Динаміка чисельності населення поселення: